# 肯尼亚伯劳
肯尼亚伯劳（学名：Lanius dorsalis）是伯劳科伯劳属的一种。分布于埃塞俄比亚、肯尼亚、索马里、苏丹、坦桑尼亚和乌干达。其自然栖息地为亚热带或热带的干燥疏灌丛以及亚热带或热带的干燥低地草地。